# Anna av Österrike (1549–1580)
Anna av Österrike (spanska: Ana de Austria), född 2 november 1549 i Cigales i Spanien, död 26 oktober 1580 i Badajoz i Spanien, var spansk och portugisisk drottning genom giftermålet med kung Filip II.

## Biografi
Anna var dotter till Maximilian II och Maria av Spanien. Hon föddes i Spanien, där hon tillbringade sina första fyra år innan hon följde med sina föräldrar till Österrike. 
Hennes far sympatiserade med lutherdomen medan hennes mor var fanatisk katolik, och Anna fick en uppfostran präglad av ortodox katolicism. Hennes första språk var spanska, då hon uppfostrades av sin spanska mor i ett hushåll som till stor del var spansktalande. Hon beskrivs som sin fars favoritbarn, och det berättas att han en gång sköt upp ett möte med Ungerns ständer för hennes skull. 
Som kejsarens äldsta dotter var hon en viktig aktör på den diplomatiska äktenskapsmarknaden. Tidigt föreslogs ett äktenskap med hennes kusin, Spaniens tronföljare Don Carlos, för att befästa banden mellan de österrikiska och spanska Habsburgarna. När Don Carlos först fängslades och sedan avled 1568, uppgavs planerna. 
När Spaniens drottning Elisabet av Valois avled senare samma år, blev Anna genast aktuell för ett äktenskap med sin morbror och tidigare trolovades far, kung Filip av Spanien, som behövde en ny manlig arvinge. Påven motsatte sig först äktenskapet, men gav slutligen en dispens. 
Den första vigseln ägde rum i brudgummens frånvaro i Prag den 4 maj 1570.  Anna reste sedan med sina bröder Albert och Wenceslaus till Spanien via de Spanska Nederländerna. I Flandern ombads hon av de anhöriga till den i Spanien fängslade Floris de Montigny att be Filip skona hans liv, och Anna gav dem sitt löfte. Montigny blev därför avrättad innan hon hann fram. Den andra vigseln ägde rum i kapellet i Alcázar i Segovia den 14 november. Hennes hushåll organiserades sedan av Margarita de Cardona.
Anna beskrivs som en vacker blondin med ett muntert temperament, och lyckades lätta upp det stela spanska hovet utan att utmana dess konventioner. Hon uppfyllde det samtida kvinnoidealet genom att främst ägna sig åt sömnadsarbete och inte lägga sig i politiken, och blev som spansktalande omtyckt i Spanien, där hon inte betraktades som en utlänning. Hon kom också väl överens med sina två styvdöttrar. Hon intresserade sig för konst, och Sofonisba Anguissola var en tid anställd vid hennes hushåll. 
Kung Filip blev förälskad i sin systerdotter-hustru och ska aldrig ha varit otrogen mot henne. Han hade punktligt samlag med henne två gånger i veckan, vilket resulterade i födseln av fem barn. Redan 1571 födde hon en manlig tronarvinge, vilket firades stort i Spanien. 
Hon blev i september 1580 drottning även av Portugal, när Spanien och Portugal förenades. Hon avled under hösten samma år i en influensaepidemi som då härjade i Spanien.